# George Elliott Hagan

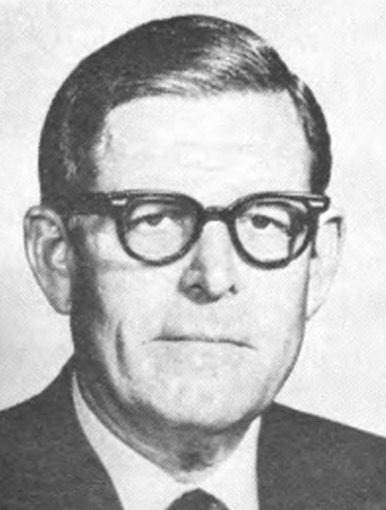
George Elliott Hagan (1971)

George Elliott Hagan (* 24. Mai 1916 in Sylvania, Screven County, Georgia; † 26. Dezember 1990 ebenda) war ein US-amerikanischer Politiker. Zwischen 1961 und 1973 vertrat er den Bundesstaat Georgia im US-Repräsentantenhaus.

## Werdegang
George Hagan besuchte die öffentlichen Schulen seiner Heimat und studierte danach an der University of Georgia. Danach begann er als Mitglied der Demokratischen Partei eine politische Laufbahn. In der Folge wurde er fünf Mal in das Repräsentantenhaus von Georgia und einmal in den Staatssenat gewählt. Während des Zweiten Weltkrieges war er zwei Jahre lang Soldat der US Army. Nach dem Krieg bekleidete Hagan verschiedene lokale Ämter in Georgia. In den Jahren 1951 und 1952 war er Bezirksdirektor der Preisstabilitätsbehörde im südlichen Teil von Georgia. Außerdem war er Mitglied des Nationalen Rats der Staatsregierungen (National council of State Governments). Hagan war auch in der Lebensversicherungsbranche und in der Landwirtschaft und hier speziell in der Viehzucht tätig. Zudem war er Kurator des Tift College.
Bei den Kongresswahlen des Jahres 1960 wurde er im ersten Wahlbezirk von Georgia in das US-Repräsentantenhaus in Washington, D.C. gewählt, wo er am 3. Januar 1961 die Nachfolge von Prince Hulon Preston antrat. Nach fünf Wiederwahlen konnte er bis zum 3. Januar 1973 sechs Legislaturperioden im Kongress absolvieren. In diese Zeit fielen unter anderem der Vietnamkrieg und die Bürgerrechtsbewegung.
1972 wurde Hagan von seiner Partei nicht mehr zur Wiederwahl nominiert. Danach zog er sich aus der Politik zurück. Er verbrachte die letzten Jahre seines Lebens in seinem Geburtsort Sylvania, wo er im Dezember 1990 verstarb.